# Green Lantern: Beware My Power
Série Tomorrowverse
Batman: The Long Halloween
(2021) Legion of Super-Heroes
(2023)
Pour plus de détails, voir Fiche technique et Distribution.
Green Lantern: Beware My Power ou Green Lantern : Méfiez-vous de mon pouvoir est un film d'animation américain, réalisé par Jeff Wamester, sorti directement en vidéo en 2022, 47e film de la collection DC Universe Animated Original Movies.
Le film fait partie de la continuité scénaristique Tomorrowverse et propose de suivre les débuts de John Stewart en tant que Green Lantern après avoir pris la relève d'Hal Jordan. Le personnage d'Adam Strange présent dans le film, est issu du court-métrage DC Showcase: Adam Strange de 2020.

## Synopsis
L'ancien Marine John Stewart, de retour à la vie civile après avoir servi comme tireur d'élite en Afghanistan, assiste au crash du vaisseau spatial de Ganthet. Ce dernier meurt de ses blessures et son anneau, qui appartenait à Hal Jordan, s'attache au doigt de John. L'anneau le fait alors voler jusqu'à la Tour de Guet de la Ligue des justiciers, où il rencontre Green Arrow, Martian Manhunter et Vixen, qui surveillent une perturbation dans l'espace. Les Gardiens de l'univers ne répondent pas aux appels de la Tour et avec la mort apparente de Hal Jordan, John Stewart et Green Arrow décident de partir avec le vaisseau réparé de Ganthet pour la planète Oa. Ils la découvrent en ruines et trouvent les membres du Green Lantern Corps massacrés. Puis ils rencontrent la guerrière thanagarienne Shayera Hol, qui leur montre sur des images de sécurité, un vaisseau rannien accostant sur Oa juste avant l'attaque.
Shayera explique que la guerre thanagarienne-rannienne s'est brièvement arrêtée, alors que Hal Jordan supervisait un projet commun utilisant la technologie Zeta-Beam au profit des deux planètes. Au début, l'expérience était un succès, puis elle a dérapé, transportant Thanagar dans l'atmosphère de Rann, et bouleversant l'écosystème des deux planètes. Cet événement a relancé la guerre et a apparemment tué Hal Jordan avec des milliers de Thanagariens et de Ranniens. Shayera accuse Rann d'avoir saboté l'expérience et d'avoir attaqué Oa, mais John Stewart et Green Arrow insistent pour enquêter davantage.
L'équipe se rend dans un avant-poste militaire rannien qui a été attaqué par les thanagariens, où ils rencontrent le héros rannien Adam Strange, présumé mort mais téléporté au hasard par des Zeta-Beams. Strange nie que Rann ait attaqué Oa et les conduit au Haut Commandement rannien, engagé dans une bataille avec les forces thanagariennes. Le capitaine rannien Kantus révèle que le scientifique rannien Sardath, le beau-père d'Adam, a transformé le projet Zeta-Beam en une arme de destruction massive pour éradiquer Thanagar. Shayera et Strange examinent d'anciennes images d'attaques et découvrent qu'un tiers s'est fait passer pour des vaisseaux ranniens et thanagariens afin que la guerre continue.
En retraçant les trajectoires des vaisseaux imposteurs, l'équipe découvre une base cachée à l'intérieur d'un astéroïde, où ils combattent les Lanternes Jaunes (en), ainsi qu'un groupe d'assassins galactiques dont Lord Damyn, Kanjar Ro et Despero, avant d'être capturés par leur chef Sinestro. Ils retrouvent Hal Jordan vivant et il leur explique avoir libéré son anneau avant d'être fait prisonnier par Sinestro qui avait saboté l'expérience Zeta-Beam. Le groupe réussit à s'échapper alors que Sinestro et ses Lanternes attaquent Rann pour trouver l'emplacement de l'arme de Sardath. À l'aide des Zeta-Beams, Sardath les téléporte dans sa base secrète, mais Sinestro et ses Lanternes les suivent et attaquent. Pendant la bataille, John Stewart tue à contrecœur Sinestro pendant qu'Hal Jordan tue brutalement deux des assassins de Sinestro, laissant Green Arrow et John méfiants à son égard.
Après avoir obtenu les données du Zeta-Beam, Hal Jordan tue Sardath. Il révèle alors que, lors de sa capture, Sinestro l'a infecté avec l'entité Parallax, ce qui l'a corrompu. Après que Sinestro ait détruit les Green Lanterns, Hal Jordan a récupéré tous les anneaux, augmentant son pouvoir à un état divin. Avec la technologie Zeta-Beam, il a l'intention de détruire Rann et Thanagar dans le but de mettre fin aux conflits à travers la galaxie et la remodeler à son image.
John Stewart et Hal Jordan se battent jusqu'à ce que Green Arrow soit obligé de tirer une flèche et de tuer Hal. Mais l'arme est active sans moyen de l'arrêter, alors Strange se sacrifie en s'envolant jusqu'au Zeta-Beam afin de le détourner de Thanagar. Il est alors téléporté avec le rayon dans des endroits inconnus. Les héros restants retournent sur Terre, et John envoie les anneaux de Hal Jordan à des nouvelles recrues pour reconstruire le Green Lantern Corps. Shayera quitte la Terre dans le vaisseau de Ganthet, promettant qu'ils se reverraient bientôt sachant que Rann et Thanagar auront besoin des nouveaux Green Lanterns et de la Ligue des justiciers pour aider à reconstruire les deux mondes. John et Green Arrow portent un toast à la mémoire des amis disparus, mais aussi aux nouveaux.

## Fiche technique
- Titre original : Green Lantern: Beware My Power
- Titre français alternatif : Green Lantern : Méfiez-vous de mon pouvoir
- Réalisation : Jeff Wamester
- Scénario : John Semper et Ernie Altbacker, d'après les personnages de DC Comics
- Musique : Kevin Riepl
- Direction artistique du doublage original : Wes Gleason
- Montage : Bruce A. King
- Animation : Edge Animation
- Production : James Krieg, Butch Lukic et Lisa Hallbauer
  - Production déléguée : Sam Register
  - Production exécutive : Angela O'Sullivan
- Sociétés de production : Warner Bros. Animation et DC Entertainment
- Société de distribution : Warner Bros. Home Entertainment
- Pays de production :  États-Unis
- Langue originale : anglais
- Format : couleur
- Genre : animation, super-héros
- Durée : 88 minutes
- Dates de sortie :
  - États-Unis : 26 juillet 2022
  - France : 27 juillet 2022
- Classification :
  - États-Unis : PG-13 (interdit -13 ans)
  - France : n/a

 Sauf indication contraire, les informations mentionnées dans cette section peuvent être confirmées par la base de données cinématographiques IMDb,  présente dans la section « Liens externes ».

## Distribution

### Voix originales
- Aldis Hodge : John Stewart / Green Lantern
- Jimmi Simpson : Oliver Queen / Green Arrow
- Ike Amadi : Martian Manhunter
- Brian Bloom : Adam Strange
- Nolan North : Hal Jordan
- Rick D. Wasserman : Sinestro
- Jamie Gray Hyder : Shayera Hol / Hawkgirl
- Mara Junot : Lyssa Drak, Banth Dar
- Jason J. Lewis : Ganthet, Capitaine Kantus
- Keesha Sharp : Vixen
- Simon Templeman : Sardath

### Voix françaises
- Jean-Baptiste Anoumon : John Stewart / Green Lantern
- Sylvain Agaësse : Oliver Queen / Green Arrow
- Boris Rehlinger : Martian Manhunter
- Loïc Houdré : Adam Strange
- Serge Faliu : Hal Jordan
- Sam Salhi : Sinestro
- Pauline Moulène : Shayera Hol / Hawkgirl
- Julien Meunier : Capitaine Kantus
- Ariane Aggiage : Vixen
- Bernard Bollet : Sardath

Société de doublage VF : Deluxe, adaptation VF : Yannick Ladroyes, direction artistique VF : Stanislas Forlani
 Source : voix originales et françaises sur Latourdesheros.com.

## Production
Le film est annoncé en octobre 2021 à l'occasion de l'événement DC FanDome. En juillet 2022, le producteur Butch Lukic explique que l'apparition d'Adam Strange dans le film est lié à l'histoire racontée dans le court-métrage DC Showcase: Adam Strange de 2020.

## Accueil

### Sortie
Une diffusion en avant-première a lieu le 22 juillet 2022 lors du San Diego Comic-Con puis le film sort en DVD et Blu-ray le 26 juillet aux États-Unis et le 27 juillet 2022 en France,.

### Accueil critique
Sur l'agrégateur d'avis Rotten Tomatoes, le film obtient une note d'approbation de 56% sur la base de 9 critiques, avec une note moyenne de 5,90⁄10. Le site Allociné donne la note moyenne de 3,2⁄5 sur la base de 3 critiques spectateurs et sur SensCritique, le film reçoit la note moyenne de 5,7⁄10.